# Jim Tomsula
James Andrew Tomsula, född 14 april 1968, är en amerikansk fotbollscoach för Dallas Cowboys i National Football League (NFL) där han tränar den defensiva linjen. Tomsula har även varit huvudtränare för Rhein Fire i NFL Europa och för NFL-laget  San Francisco 49ers.